# Oman ved OL
Oman deltog første gang i olympiske lege under Sommer-OL 1984 i Los Angeles, og har siden deltaget i samtlige efterfølgende sommerlege. De har aldrig deltaget i vinterlege. Oman har aldrig vundet nogen medalje. 

## Medaljeoversigt
| Omans medaljer under de olympiske sommerlege | Omans medaljer under de olympiske sommerlege | Omans medaljer under de olympiske sommerlege | Omans medaljer under de olympiske sommerlege | Omans medaljer under de olympiske sommerlege | Omans medaljer under de olympiske sommerlege |
| -------------------------------------------- | -------------------------------------------- | -------------------------------------------- | -------------------------------------------- | -------------------------------------------- | -------------------------------------------- |
| Lege                                         | Guld                                         | Sølv                                         | Bronze                                       | Totalt                                       | Rang                                         |
| 1984 Los Angeles                             | 0                                            | 0                                            | 0                                            | 0                                            | –                                            |
| 1988 Seoul                                   | 0                                            | 0                                            | 0                                            | 0                                            | –                                            |
| 1992 Barcelona                               | 0                                            | 0                                            | 0                                            | 0                                            | –                                            |
| 1996 Atlanta                                 | 0                                            | 0                                            | 0                                            | 0                                            | –                                            |
| 2000 Sydney                                  | 0                                            | 0                                            | 0                                            | 0                                            | –                                            |
| 2004 Athen                                   | 0                                            | 0                                            | 0                                            | 0                                            | –                                            |
| 2008 Beijing                                 | 0                                            | 0                                            | 0                                            | 0                                            | –                                            |
| 2012 London                                  | 0                                            | 0                                            | 0                                            | 0                                            | –                                            |
| 2016 Rio de Janeiro                          | 0                                            | 0                                            | 0                                            | 0                                            | –                                            |
| 2020 Tokyo                                   | 0                                            | 0                                            | 0                                            | 0                                            | –                                            |
| Totalt                                       | 0                                            | 0                                            | 0                                            | 0                                            |                                              |